# Syneches ater
Syneches ater är en tvåvingeart som beskrevs av Axel Leonard Melander 1927. Syneches ater ingår i släktet Syneches och familjen puckeldansflugor.
Artens utbredningsområde är Pennsylvania. Inga underarter finns listade i Catalogue of Life.